# Зоран Вејић
Зоран Вејић (Панчево, 4. март 1964 — Панчево, 5. септембар 2020) je бивши професионални бодибилдер, последњи првак СФР Југославије у овом спорту. Касније се такмичио под заставом Грчке, а због санкција током распада бивше Југославије. Изненадно је преминуо 5.  септембра 2020. године у Панчеву, где је живео и радио као персонални тренер.